# La mariée est trop belle
Pour plus de détails, voir Fiche technique et Distribution.
La mariée est trop belle est un film français réalisé par Pierre Gaspard-Huit sorti en 1956.

## Synopsis
D'une église sortent deux mariés, Catherine (Brigitte Bardot) et Michel (Louis Jourdan). Arrive Judith (Micheline Presle), qui se jette dans les bras de Michel en lui disant qu’elle vient de divorcer et qu'elle peut l'épouser. Catherine s’évanouit. Flashback : Catherine se souvient. Jeune provinciale, elle est repérée par Michel, amant de Judith, directrice d’un journal de mode. Elle devient mannequin sous le nom de « Chouchou » et elle forme un couple pour le magazine avec Patrice (Jean-François Calvé), un ex-acteur. Judith décide de marier Catherine et Patrice, faussement, pour faire un coup médiatique. Catherine et les autres vont faire des photographies et filmer le mariage dans le village natal de Catherine. Tout le monde est hébergé chez les tantes de Catherine, qui l’ont élevée. Catherine repousse la demande en mariage de Patrice, qui part dans la nuit. Michel est contraint de prendre la place de Patrice pour faire les photos, réalisées par Toni (Marcel Amont) et Marc (Roger Dumas, en blond !). Catherine s’aperçoit qu’elle aime Michel et elle finit par le lui avouer. Il ne veut pas la croire. Elle va s’offrir à Toni et à Marc, mais il y a des contretemps à chaque fois. Judith a récupéré Patrice et vient annoncer son divorce à Michel, après la fausse cérémonie à l’église (retour au début du film). Michel finit par repousser Judith. Il se marie vraiment avec Catherine. Judith veut qu’ils soient accompagnés par Marc et Toni pendant leur voyage de noces. Michel refuse et part avec Catherine. Patrice et Judith se regardent longuement …

## Fiche technique
- Titre : La mariée est trop belle
- Réalisation : Pierre Gaspard-Huit, assisté de Pierre Lary, Serge Vallin
- Scénario : d'après le roman d'Odette Joyeux
- Adaptation : Philippe Agostini, Juliette Saint-Giniez
- Dialogues : Odette Joyeux
- Décors : Jean d'Eaubonne et Pierre Duquesne
- Costumes : Pierre Balmain
- Photographie : Louis Page
- Opérateur : Raymond Picon-Borel
- Musique : Norbert Glanzberg
- Montage : Louisette Hautecoeur
- Son : Antoine Archimbaud
- Maquillage : Yvonne Fortuna
- Photographe de plateau : Serge Beauvarlet
- Script-girl : Lucile Costa
- Régisseur : Roger Descoffre
- Date de tournage : du 6 août au 10 octobre 1956
- Production : Production Générale de Films, Pathé Cinéma
- Chef de production : Christine Gouze-Rénal
- Directeur de production : Fred Surin
- Distribution : Pathé Consortium
- Pays de production :  France
- Format :  Noir et blanc - 1,37:1 - 35 mm - Son mono
- Genre : Comédie
- Durée : 95 minutes
- Date de sortie : 
  - France : 26 novembre 1956
- Affiche : André Bertrand (France)

## Distribution
- Brigitte Bardot : Catherine Ravaud, dite Chouchou, la jeune provinciale
- Micheline Presle : Judith Aurigault, la rédactrice en chef du journal
- Louis Jourdan : Michel Bellanger, l'amant de Judith
- Jean-François Calvé : Patrice, acteur devenu mannequin
- Marcel Amont : Toni, un photographe du journal
- Roger Dumas : Marc, un autre photographe du journal
- Madeleine Lambert : la tante Agnès
- Colette Régis : la tante Yvonne
- Nicole Gueden : Juliette, la domestique
- Anne Roudier : Sandrine, la cuisinière
- Roger Tréville : M. Designy
- Marcelle Arnold : Mme Victoire
- Louis Saintève : le curé du roman photo
- Sylvain Lévignac : un homme au mariage (figuration)
- Yannick Arvel :
- Dominique Boschero :
- Annie Anderson :
- Michèle David :
- Richard Francoeur :
- Georges Sellier :
- Marcel Roche :
- Louis Massis : le réalisateur du film publicitaire
- Jean-Pierre Laverne :
- Lucien Hubert :
- Jean Degrave : un notable aux courses
- André Dalibert :
- Gaston Rey :